# Gele tantesidonia
De gele tantesidonia (Dichetophora finlandica) is een vliegensoort uit de familie van de slakkendoders (Sciomyzidae). De wetenschappelijke naam van de soort werd in 1964 gepubliceerd door Verbeke.